# 바이오제네시스 스캔들
바이오제네시스 스캔들(Biogenesis scandal)은 2013년 메이저 리그 베이스볼 (MLB)의 약물 스캔들로, 1월 여러 야구 선수가 생장호르몬 (HGH) 등의 금지 약물을 구입하고 있었던 것이 밝혀졌다. 같은 해 7월 22일, 밀워키 브루어스의 라이언 브라운에게 65경기, 8월 5일에 뉴욕 양키스의 알렉스 로드리게스에게 211경기, 다른 12 명의 선수에게는 각 50경기 출장 정지 징계를 내렸다.